# ديفيد بيتمان
ديفيد بيتمان (بالإنجليزية: David Pittman)‏ هو لاعب كرة قدم أمريكية أمريكي، ولد في 14 أكتوبر 1983 في غرايميرسي في الولايات المتحدة.

## وصلات خارجية
- ديفيد بيتمان على موقع مرجع كرة القدم المحترفة.كوم (الإنجليزية)
- ديفيد بيتمان على موقع JustSportsStats.com (الإنجليزية)